# Maciej Grot
Maciej Grot, (Groth) z Przyłęku herbu Rawicz (zm. przed 20 września 1769 roku) – łowczy sandomierski w 1732 roku, miecznik przemyski w latach 1731–1732, porucznik wojsk koronnych.
Był elektorem Stanisława Leszczyńskiego w 1733 roku.